# 永定街 (巴士總站)
永定街位於澳門祐漢永定街的一個終點站，該站是受颱風天鴿影響而設立。澳巴18B路線以該站為終點站，澳巴18路線途經該站。

## 歷史
- 受颱風天鴿影響，澳門關閘總站被浸，所有在內設站的巴士遷出，路線分別遷往巴波沙大馬路和關閘馬路，但巴波沙大馬路路面陝窄和關閘馬路本身有巴士作中途站／總站，為減少阻塞交通，因而設立本站。
- 2017年9月25日，10B、18路線以本站作臨時總站，其中10B以此站起上客。[1][2][3][4]
- 2017年9月30日，本站命名為「永定街」。
- 2017年11月10日，18B路線開設，以本站為終點站。[5][6][7]
- 2017年11月15日，10B路線不再於本站上客。[8]
- 2018年4月28日，18路線的總站本站遷至「牧場街總站」。[9]
- 2022年7月18日至7月28日，因應祐漢吉祥樓實施封控措施，「祐漢第一街」站暫停使用，10、27路線臨時停靠本站。[10]

## 路線資料

### 終點站路線資料
| 澳巴 | 18B | 永定街 | 媽閣 輕軌媽閣站 媽閣交通樞紐 | - 祐漢（祐漢街市） - 黑沙環（黑沙環公園、廣華、東華） - 新雅馬路（濠江、鮑思高） - 二龍喉公園及得勝花園 - 塔石體育館 - 水坑尾街 - 約翰四世大馬路 - 南灣（新八佰伴、南灣湖） - 澳門旅遊塔 |

## 途經路線資料
| 澳巴 | 18 | 牧場街 | 媽閣 輕軌媽閣站 媽閣交通樞紐 | - 祐漢（祐漢街市） - 黑沙環（黑沙環公園、廣華、東華） - 新雅馬路（濠江、鮑思高） - 二龍喉公園及得勝花園 - 塔石體育館 - 水坑尾街 - 約翰四世大馬路 - 南灣（新八佰伴、南灣湖） - 澳門旅遊塔 - 南灣（初級法院大樓、燒灰爐） - 風順堂區（亞婆井前地、港務局大樓、海事及水務局） |

## 鄰近公共運輸站
M7 關閘馬路（Istmo F. Amaral）
路線：3、3X、16、16S、17、25
M222 看台街（Rua da Tribuna）
路線：3A、17S、27、30、34、51A、AP1、N1A
M225 看台街／騎士馬路（Rua da Tribuna / Est. dos Cavaleiros）
路線：1、9A、28C、101X
M228 祐漢第二街（Rua 2 Iao Hon）
路線：22
M281 祐漢第一街（Rua 1 Iao Hon）
路線：10、27、29
M283 馬場大馬路（Avenida do Hipódromo）
路線：10B

## 外部連結
- 澳巴官方網站 （繁體中文） （页面存档备份，存于）